# Чернівецький автобус
Чернівецький автóбус — мережа міських автобусних маршрутів міста Чернівці.

## Історія
З розпадом СРСР, розпався великий автобусний парк міста, в результаті чого постачання нового рухомого складу припинились, старі автобуси почали виходили з ладу, а період очікування на зупинках зріс у декілька разів.
Все змінилось з появою наприкінці 1990-х років перших «маршруток». Перевізники знайшли найдешевий спосіб поповнювати рухомий склад маршрутних таксі за рахунок переобладнання вантажних мікроавтобусів для перевезення пасажирів. Наступними були російські ГАЗелі, а вже потім німецькі Ford Transit, Iveco Daily, Mercedes-Benz Sprinter. Із розширенням маршрутної мережі, маршрутні таксі повністю дублювали маршрути тролейбусів та автобусів, що призвело майже до повного зникнення автобусів великої місткості у місті. На початку 2010-х років автобуси поступово знову почали з'являтись на вулицях Чернівців.

## Маршрути
Станом на 2024 рік в місті Чернівці діють 36 автобусних маршрутів.
| Перелік автобусних маршрутів м. Чернівці | Перелік автобусних маршрутів м. Чернівці | Перелік автобусних маршрутів м. Чернівці | Перелік автобусних маршрутів м. Чернівці | Перелік автобусних маршрутів м. Чернівці |
| №                                        | Початковий пункт                         | Кінцевий пункт                           | Відстань, км                             | Перевізники                              |
| ---------------------------------------- | ---------------------------------------- | ---------------------------------------- | ---------------------------------------- | ---------------------------------------- |
| 1                                        | с. Коровія                               | ТЦ "METRO"                               | 13                                       | КП «Чернівецьке тролейбусне управління»  |
| 3                                        | Вулиця Садова                            | Вулиця Вижницька                         | 5,62                                     | ПП Ілащук Олександр Григорович           |
| 4                                        | Вулиця Садова                            | Мікрорайон «Цецино»                      | 7,55                                     | ТОВ «Денисівка-1»                        |
| 5                                        | Університет                              | Вулиця Ентузіастів                       | 6,22                                     | КП «Чернівецьке тролейбусне управління»  |
| 6                                        | Вулиця Садова                            | Вулиця Заставнянська                     | 6,31                                     | КП «Чернівецьке тролейбусне управління»  |
| 7                                        | Вулиця Кочубея                           | Мікрорайон «Нові Ленківці»               | 11,41                                    | КП «Чернівецьке тролейбусне управління»  |
| 8                                        | Вулиця Садова                            | Мікрорайон «Клокучка»                    | 5,6                                      | КП «Чернівецьке тролейбусне управління»  |
| 9                                        | Соборна площа                            | Завод «Гравітон»                         | 9,92                                     | КП «Чернівецьке тролейбусне управління»  |
| 9А                                       | Завод «Гравітон»                         | Соборна площа                            | 7,97                                     | МКП «Тарас»                              |
| 10                                       | Вулиця Головна                           | Калинівський ринок                       | 6,12                                     | ПП «Багіра»                              |
| 10                                       | Вулиця Головна                           | Вулиця Васіле Александри                 | 8,86                                     | ПП «Багіра»                              |
| 10А                                      | Вулиця Головна                           | Мікрорайон «Садки»                       | 7,08                                     | ПП «Багіра»                              |
| 13                                       | Вулиця Садова                            | Геріартричний пансіонат                  | 12,28                                    | ТОВ «Денисівка-1»                        |
| 14                                       | Дріжзавод                                | Калинівський ринок                       | 4,85                                     | ПП Вигнан Анатолій Миколайович           |
| 15                                       | Вулиця Садова                            | Вулиця Дунайська                         | 12,94                                    | КП «Чернівецьке тролейбусне управління»  |
| 16                                       | Вулиця Головна                           | Вулиця Дениса Квітовського               | 11,11                                    | ПП Кирдей Ілля Іванович                  |
| 17                                       | Вулиця Садова                            | Вулиця Дениса Квітовського               | 14,84                                    | ПП Кирдей Ілля Іванович                  |
| 18                                       | Вулиця Садова                            | Вулиця Дунайська                         | 13,97                                    | ТОВ «БуковинаТрансЕкіпаж»                |
| 19                                       | Вулиця Садова                            | Вулиця Литовська                         | 6,78                                     | ПП «Багіра»                              |
| 20                                       | Завод «Гравітон»                         | Спецкомбінат                             | 9,47                                     | ТОП ТП «Чернівці»                        |
| 21                                       | Вулиця Головна                           | Мікрорайон «Стара Жучка»                 | 8,51                                     | ПП Пуздряк Михайло Михайлович            |
| 23                                       | Вулиця Моріса Тореза                     | Завод Кварц                              | 17,28                                    | КП «Чернівецьке тролейбусне управління»  |
| 24                                       | Вулиця Сторожинецька                     | Мікрорайон «Ленківці»                    | 11,76                                    | КП «Чернівецьке тролейбусне управління»  |
| 25                                       | Вулиця Шкільна                           | Вулиця Підлісна                          | 12,14                                    | ПП Юрковський Василь Іванович            |
| 26                                       | Вулиця Комарова                          | Вулиця Руська                            | 7,97                                     | ПП Гнатюк Ірина Василівна                |
| 27                                       | Вулиця Садова                            | Вулиця Якова Степового                   | 5,19                                     | ТОВ «Денисівка-1»                        |
| 29                                       | Вулиця Василя Лесина                     | Вулиця Маршала Рибалка                   | 8,01                                     | КП «Чернівецьке тролейбусне управління»  |
| 30                                       | Калинівський ринок                       | Спецкомбінат                             | 11,96                                    | ПП Мунтян Микола Георгійович             |
| 31                                       | Калинівський ринок                       | Вулиця Комарова                          | 10,17                                    | ПП Баранюк Василь Маркович               |
| 32                                       | Проспект Незалежності                    | Вулиця Калинівська                       | 8,22                                     | ПП Аміхалакіов Михайло Дмитрович         |
| 33                                       | Завод «Гравітон»                         | Калинівський ринок                       | 7,15                                     | ПП Гнатюк Ірина Василівна                |
| 34                                       | Завод «Гравітон»                         | Мікрорайон «Боянівка»                    | 10,6                                     | КП «Чернівецьке тролейбусне управління»  |
| 35                                       | Вулиця Садова                            | Калинівський ринок                       | 5,72                                     | ПП Москалюк Михайло Петрович             |
| 36                                       | Вулиця Садова                            | Чорнівський млин                         | 16,76                                    | ТОВ «БуковинаТрансЕкіпаж»                |
| 37                                       | Вулиця Садова                            | Чорнівський млин                         | 14,7                                     | ПП Огородник Олег Анатолійович           |
| 39                                       | Вулиця Сагайдачного                      | Вулиця Комарова                          | 8,84                                     | ТОВ «Діліжанс»                           |
| 41                                       | Калинівський ринок                       | Вулиця Перемоги                          | 5,47                                     | ПП Галан Ярослав Іванович                |
| 43                                       | Спецкомбінат                             | Вулиця Бережанська                       | 5,47                                     | ПП Ілащук Олександр Григорович           |

## Вартість проїзду
З 15 серпня 2022 року вартість проїзду становить 14 гривень. Для школярів на час навчального року вартість проїзду становить 7 гривень.